# Isla El Te
Isla El Te är en ö i Mexiko. Den ligger i delstaten Tamaulipas, i den nordöstra delen av landet och till väst och mycket nära ön Isla El Mezquital.